# ادبان ۷۵۵۶۴
سیارک ۷۵۵۶۴ (به انگلیسی: 75564 Audubon، نامگذاری:2000AJ) هفتاد و پنج هزار و پانصد و شصت و چهارمین سیارک کشف شده‌است که در ۲ ژانویه ۲۰۰۰ کشف شد.